# Црква Светог Јована Крститеља у Горњем Меровцу
Црква Светог Јована Крститеља у Горњем Меровцу је црква Нишке епархије из 19. века.  
Смештена је на узвишењу код села Горњег Меровца, које припада општини Прокупље у Топличком округу. Црква је подигнута у 19. веку, захваљујући прилозима локалног становништва. Посвећена је Светом Јовану Крститељу или празнику који је у српском народу познат као Јовањдан, а који Српска Православна Црква и њени верници славе 20. јануара. 
Црква представља скромну једнобродну грађевину, правоугаоне основе са полукружном олтарском апсидом на истоку. Кров цркве је на две воде, а фасада окречена у бело без украса. Унутрашњост цркве није фрескописана, али постоји дрвени иконостас и спомен плоче. У околини цркве идентификовани су надгробници из 19. века.

## Извори
1. ↑  Мишић, С. (2009). Историјско-географска истраживања Топличког краја од 15. до 22. августа 2009. Београд: Дигитална архива Математичког института САНУ.